# Rue de la Bonne
Pour les articles homonymes, voir Bonne.
La rue de la Bonne est une voie du 18e arrondissement de Paris, en France.

## Situation et accès
La rue de la Bonne est une voie publique située dans le 18e arrondissement de Paris. Elle débute au 30, rue du Chevalier-de-La-Barre et se termine au 7, rue Becquerel et 23, rue Lamarck. Dans sa partie supérieure, elle est bordée d'un côté par le square Marcel Bleustein-Blanchet et, de l'autre côté, par un long et haut mur aveugle derrière lequel se situe le Carmel de Montmartre. Comme de nombreuses voies de la butte Montmartre, cette rue, qui possède un fort dénivelé, est en partie en escaliers.

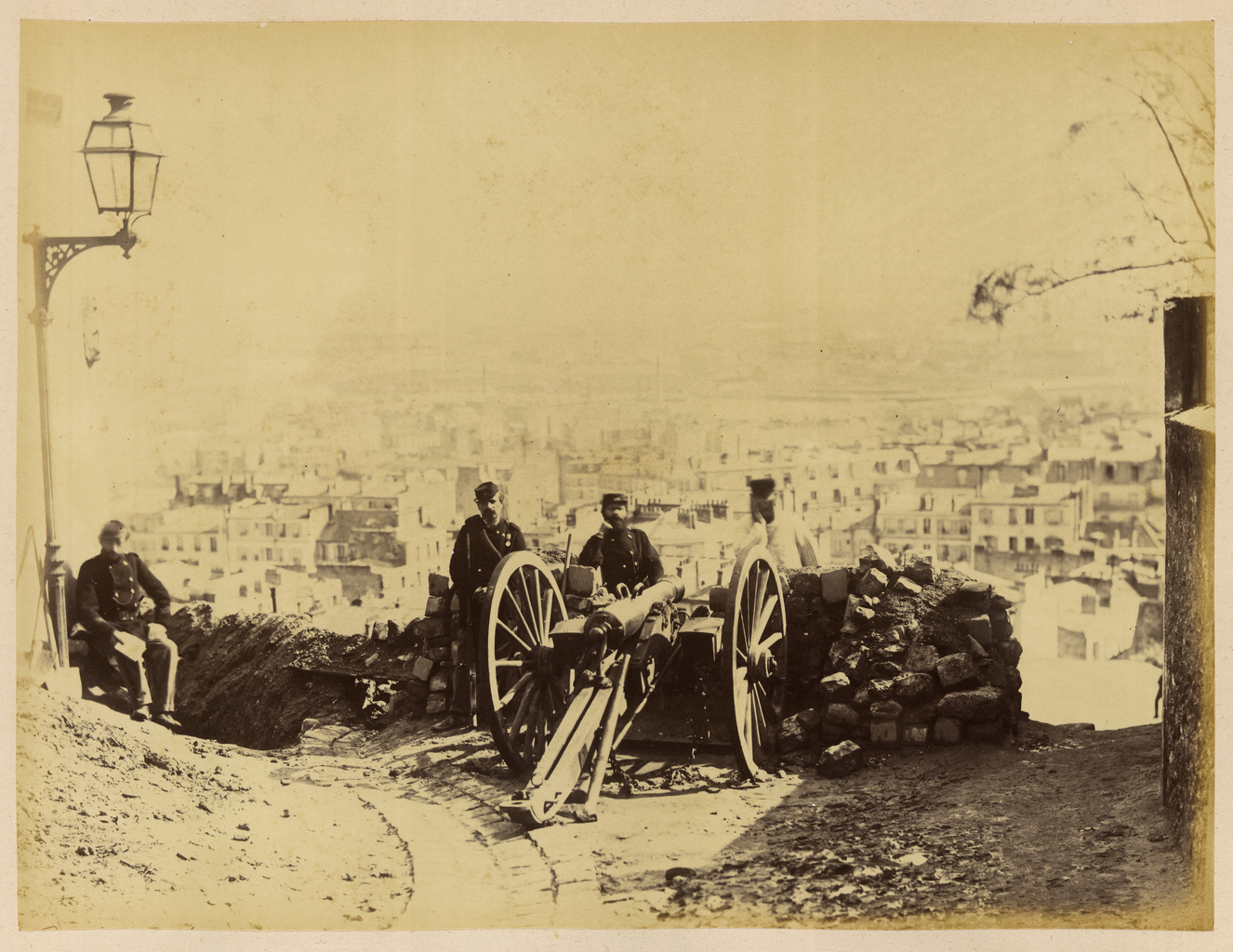
Pièce d'artillerie positionnée, en 1871, à l'angle de la rue des Rosiers et de la rue de la Bonne, à Montmartre[1].
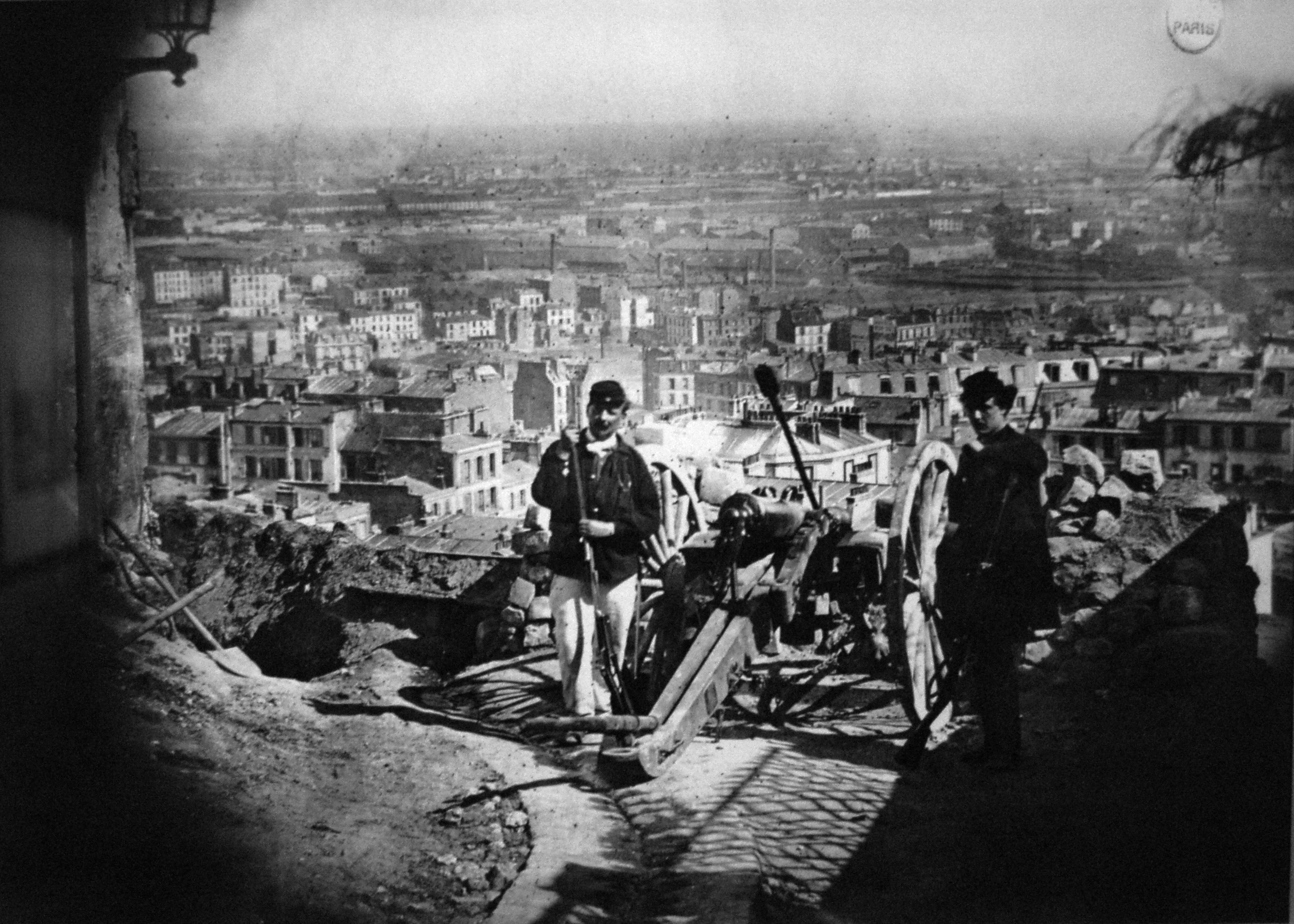
Barricade située rue de la Bonne.
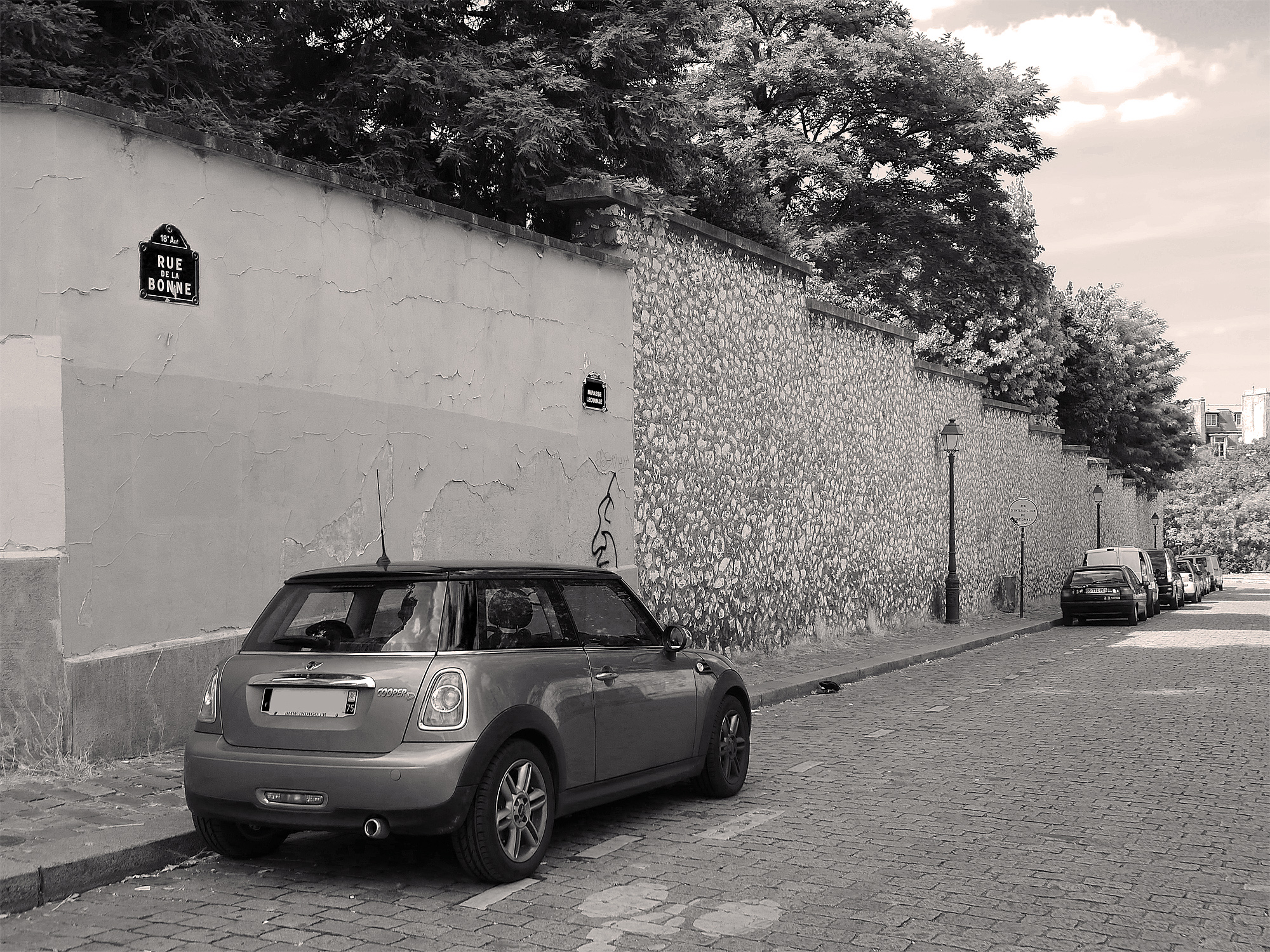
Le haut de la rue.
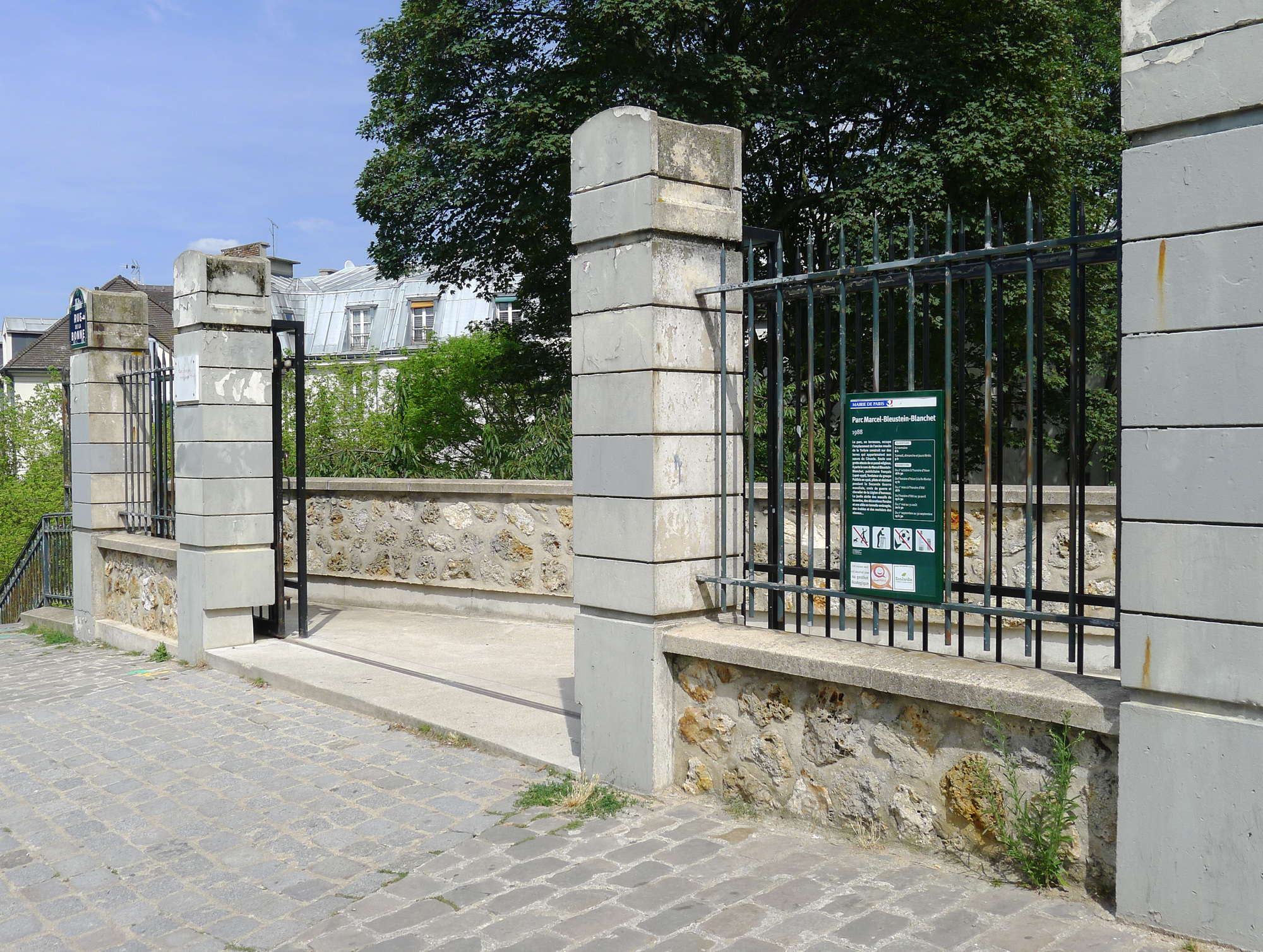
Entrée du square Marcel Bleustein-Blanchet.
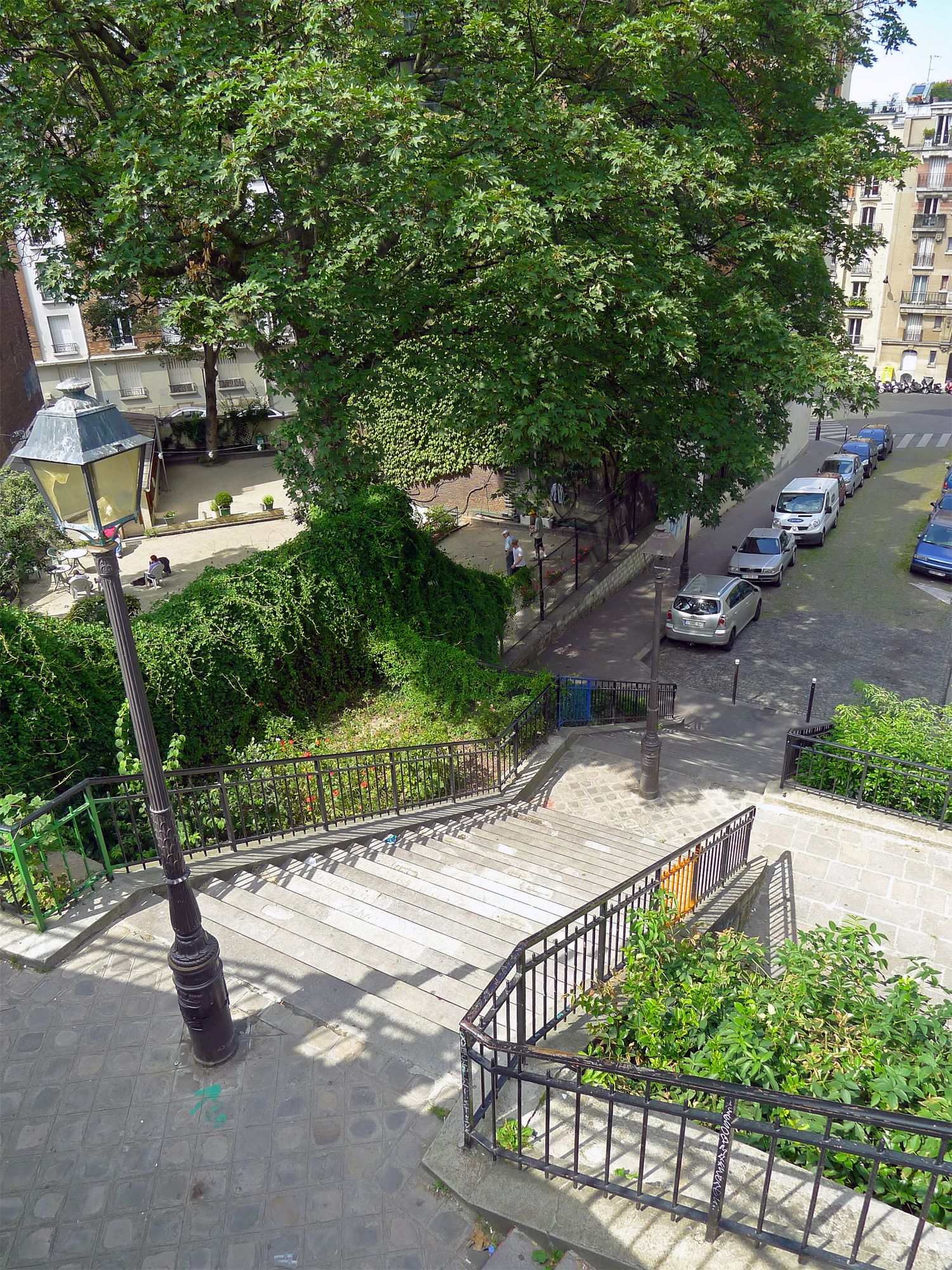
Les escaliers en direction du bas de la rue.

## Origine du nom
Son nom a pour origine la présence d'une ancienne fontaine appelée la « Bonne Eau », la « Bonne Fontaine » ou la « Bonne Fée », qui se situerait de nos jours en haut de la rue, à l'angle de la rue Saint-Vincent. Cette fontaine, alimentée par les eaux de ruissellement, disparut vers 1850.

## Historique
Indiquée sur le plan de Roussel en 1730, la rue de la Bonne est le reliquat d'un ancien chemin qui reliait de la fin du XIVe au XVIIIe siècle le haut de la butte Montmartre à la chaussée Clignancourt (rue Ramey actuelle) et située sur l'ancienne commune de Montmartre.
Elle est classée dans la voirie parisienne par un décret du 23 mai 1863.
Une partie de cette voie a été absorbée par la rue Lamarck, entre la rue Becquerel et la rue du Mont-Cenis.

## Bâtiments remarquables et lieux de mémoire
Cette voie est comprise dans le site du Vieux Montmartre.